# Staatliches Kreisarchiv Cheb
Das Staatliche Kreisarchiv Cheb, tschechisch Státní okresní archiv Cheb, abgekürzt SOkA Cheb, ist eines von neun Kreisarchiven im Zuständigkeitsbereich des Staatlichen Gebietsarchivs Pilsen. Es gewährleistet die vorarchivische Pflege, den Schutz, die Kontrolle, die Erfassung, die Aufbewahrung und den Zugang zu den Archivalien in seinem Zuständigkeitsgebiet.

## Geschichte

### Die erste Erwähnung
Die erste Erwähnung über die Existenz des Archivs von Cheb (Eger) stammt aus dem Jahr 1636, als die Prager Statthalterei urkundliche Unterlagen zu einigen böhmischen Lehen, die sich über den Grenzen des Egerlandes hinaus befanden, eingezogen hatte. Eine weitere konkrete Erwähnung ist der Eintrag im Ratsprotokollbuch vom 12. Mai 1659: Der Bürgermeister von Holdorf erhielt 100 Gulden für die Inspektion des Archivs. Auf Grund der Entscheidung des Stadtrates vom 29. März 1662 begann man, das Archiv zu ordnen. Der Kanzellist Georg Benedikt Renner wurde beauftragt, die Stadtregistratur in einzelne Schachteln zu sortieren und zu ordnen.

### Im 18. Jahrhundert
Im Jahr 1728 wurde ein Teil des Archivs aus dem alten Rathaus in das zweite Stockwerk des neuen Rathauses verlegt. Es kam zur Aussonderung des Archivs von der Stadtregistratur. Die Archivregistratur bestand aus Urkunden, Büchern der inneren Stadtverwaltung, der älteren Gerichtsagenda und der Korrespondenz.
Im Jahr 1754 sollten für das „Directorium in publicis et cameralibus“ im Archiv von Cheb die Urkunden, die die Rechtsstellung des Gebiets vom Egerland gegenüber der Böhmischen Krone belegten, ausgesucht werden. Dasselbe erfolgte im Jahr 1760 im Auftrag von Kaiserin Maria Theresia. Die Prager Statthalterei sandte zu diesem Zweck ihren Registrator und Archivar Johann Josef Klauser nach Cheb. Seine Hauptaufgabe war es, die Schriftstücke, die sich auf die Grenzkonflikte zwischen der Böhmischen Krone und Bayern bezogen, herauszufinden und gleichzeitig das ganze Stadtarchiv im Groben zu ordnen. Clauser, der in Cheb bis zum Jahr 1764 tätig war, hinterließ eine sehr tiefe Spur im Archiv von Cheb. Er schlug dem Stadtrat vor, Georg Adam Otto zum neuen Stadtarchivar zu ernennen, und empfahl, auch Hilfspersonal (Johann Nepomuk Eisenhoff als Adjunkt-Registrator) anzustellen. Georg Adam Otto wurde am 1. Juli 1771 zum Gerichtsältesten ernannt und seine Stelle trat der Archivadjunkt Johann Nepomuk Eisenhoff, der somit den Posten des Registrators für ein Jahresgehalt von 200 Gulden bekleidete, an. Die Verwaltung des Archivs wurde nicht mehr einem Archivar, sondern einem Mitglied des Stadtrates anvertraut.

### Im 19. Jahrhundert
Im Jahr 1823 ließ Bürgermeister Abraham Vinzenz Josef Totzauer das Archiv aus dem Dachboden des alten Rathauses auf den Dachboden des neuen Rathauses umziehen. Die Dokumente behandelte man wie Mist oder Makulatur. Lohnarbeiter trugen sie in Körben ohne Aufsicht auf den feuchten Dachboden und warfen sie durcheinander auf einen großen Haufen. Kleine Jungen haben angeblich aus den Urkunden kleine Trommeln hergestellt.
Im Jahr 1835 begann Vinzenz Pröckl, sich um das alte Stadtarchiv zu kümmern. Für die eigene Forschungstätigkeit erstellte er einen gewissen grundlegenden Überblick über den Inhalt des Archivs und begann, es wieder zu ordnen. Seine Arbeit dauerte bis zum Jahr 1857 und brachte große Übersichtlichkeit in die ganze Registratur. Pröckls umfangreiche Chronik, die auf den Ergebnissen der Forschung im Archiv von Cheb basiert, ist eine der ersten ganzheitlichen Interpretationen der Geschichte von Cheb und dem Egerland.
Im Sommer 1849 sandte František Palacký seinen Mitarbeiter Václav Vladivoj Tomek nach Cheb. Er sollte Duplikate von Privilegien und Urkunden, die in die Sammlungen des Landesmuseums in Prag hätten übermittelt werden können, aussuchen. Tomek fand insgesamt 117 Duplikate und tippte 30 weitere Urkunden überwiegend aus dem 15. Jahrhundert ab, die nach Prag zum Zweck der Ausfertigung von Abschriften verliehen werden sollten.
Die Reform der staatlichen Verwaltung und die die Verordnungen betreffende Übergabe von Zuständigkeiten und Materialien vom 15. November 1849 brachten dem Archiv erhebliche Verluste. Ein Teil der Stadtregistratur wurde in das so genannte Stadthaus, den heutigen Sitz des Museums von Cheb, verlegt und auf dem Dachboden und in einigen anderen Räumen deponiert.
Die größten Verluste, die das Archiv von Cheb erlitt, hatte das Wirken des Kammerkommissars Nikolaus Urban von Urbanstädt zur Folge. Er bot der Stadt an, ein komplettes Inventar des Archivs aufzuschreiben. Pröckl wurde mit sofortiger Wirkung am 29. Januar 1858 der Funktion des Stadtarchivars enthoben, und das Archiv mit der Bibliothek wurde in die Hände von Urbanstädt gegeben. Dieser arbeitete zuerst fleißig, aber zuletzt ließ er sich die Archivalien nach Hause tragen, um sie dort zu bearbeiten. Im Laufe der Zeit ging er so weit, dass er die Dokumente laufend in verschiedene Institutionen als Geschenke versandte. Das Archiv kam somit unwiederbringlich um eine Menge von wertvollen Dokumenten, die in die Hände von privaten Personen und Verbänden, des Nationalmuseums und des Archivs in Prag oder des Germanischen Museums in Nürnberg gerieten.
Am 3. April 1865 wurde Urbanstedt vom Bürgerausschuss von Cheb, der das Archiv überwachte, der Funktion des Regulators des Archivs enthoben, und im September des gleichen Jahres wurde diese Archivarstelle Franz Kürschner anvertraut. Kürschner teilte während seiner dreijährigen Amtszeit im Archiv die Archivalien chronologisch in drei große Abschnitte: Urkunden, Stadtbücher und Aktenmaterial. Er führte auch eine grobe Einteilung in thematische Gruppen mit einer inneren chronologischen Gliederung durch. Das Ergebnis war ein Katalog des Stadtarchivs, der vor allem der Forschungsöffentlichkeit dienen sollte.
Im Jahr 1878 berief der Bürgerausschuss der Stadt Cheb Heinrich Gradl, der in Prag das Studium der Geschichte und Germanistik abgeschlossen und die besten Voraussetzungen für die archivische Arbeit hatte, in das Amt des Hilfsarchivars und des Museumsangestellten. Zu dessen endgültiger Ernennung kam es erst im Mai 1882. In den folgenden zehn Jahren beschäftigte sich Gradl mit der Sortierung von 150 umfassenden Bänden und mehreren Hunderten von Büchern, die bisher weder beschrieben noch in die Registratur aufgenommen wurden. Unter seiner Wirkung wurde das Archiv im Jahr 1892 in die drei Räume im Erdgeschoss des sogenannten Rudolfinums vollständig umverlegt.

### Im 20. Jahrhundert
Im Oktober 1895 wurde das Archiv von Karl Siegl übernommen. Er konzentrierte sich vor allem auf das Ordnen des Archivbestandes. Im Jahr 1912 sorgte er für den Umzug des Archivs in das erste Stockwerk des ehemaligen Klosters der Klarissen und das ehemalige Refektorium wurde zum Hauptmagazin.
Im Februar 1934 wurde im Archiv Heribert Sturm tätig und er blieb hier bis zur Vertreibung der deutschen Bevölkerung im Jahr 1946. Im Laufe des Zweiten Weltkriegs wurde das Archiv teilweise nach Bayern überführt und dort an mehreren Orten aufbewahrt. Nach der Befreiung der Tschechoslowakischen Republik wurde es in Zusammenarbeit mit der US-Armee an seinen ursprünglichen Ort in den Gebäuden am Franziskaner-Platz zurückgestellt.
Im Jahr 1946 nahm sich Mira Mladějovská des Archivs an. Ihr Wirken wurde von einem empfindsamen und fundierten Umgang mit den Archivalien, die meistens deutscher Provenienz sind, begleitet. Leider ging das kommunistische Nachfolgeregime mit ihnen nicht ebenso rücksichtsvoll um. Im Jahr 1953 entstand das Kreisarchiv Cheb mit dem Geltungsbereich für die Bezirke Cheb und Aš/Asch. Weitere Kreisarchivare waren Jaroslav Slavík (1951–1967), Alexander Gross (1968–1972), Josef Jelínek (1972–1974) und Cyril Nekuda (1974–1990).

### Nach der Samtenen Revolution (1989)
1990 wurde das Staatliche Kreisarchiv Cheb dem Kreisamt in Cheb untergeordnet. Seit dem 1. August 2002 ist es eine interne Einheit des Staatlichen Gebietsarchivs in Pilsen.

## Einzugsgebiet
Das Einzugsgebiet des Staatlichen Kreisarchivs Cheb entspricht dem Gebiet des Kreises Cheb mit folgenden Gemeinden:
Aš, Dolní Žandov, Drmoul, Františkovy Lázně, Hazlov, Hranice, Cheb, Krásná, Křižovatka, Lázně Kynžvart, Libá, Lipová, Luby, Mariánské Lázně, Milhostov, Milíkov, Mnichov, Nebanice, Nový Kostel, Odrava, Okrouhlá, Ovesné Kladruby, Plesná, Podhradí, Pomezí nad Ohří, Poustka, Prameny, Skalná, Stará Voda, Trstěnice, Třebeň, Tři Sekery, Tuřany, Valy, Velká Hleďsebe, Velký Luh, Vlkovice, Vojtanov, Zádub-Závišín
Gemeinden mit beauftragtem Gemeindeamt:
Aš, Cheb und Mariánské Lázně
Gemeinden mit erweitertem Wirkungskreis:
Aš, Cheb und Mariánské Lázně

## Bestände
Alle Bestände des Archivs sind in der gesamtstaatlichen Datenbank PEvA eingetragen.

## Lesesaal
Für das Präsenzstudium steht der Lesesaal unter der Adresse des Archivs zur Verfügung: Františkánské nám. 14, 350 11 Cheb (nur nach vorheriger Bestellung).

## Galerie

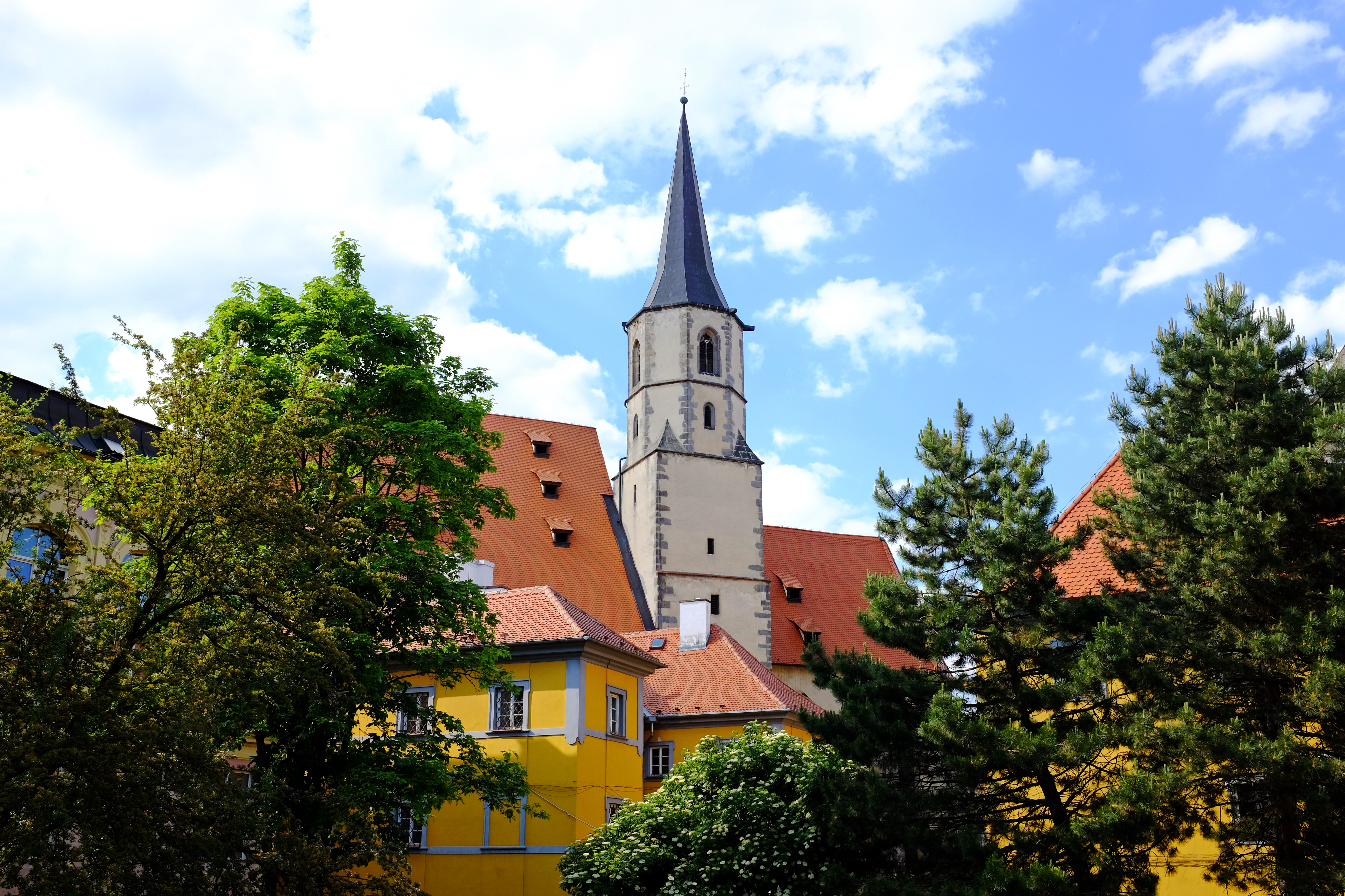
Die Gebäude des Staatlichen Kreisarchivs Cheb – Franziskanerkloster mit dem Turm der Kirche Mariä Verkündigung
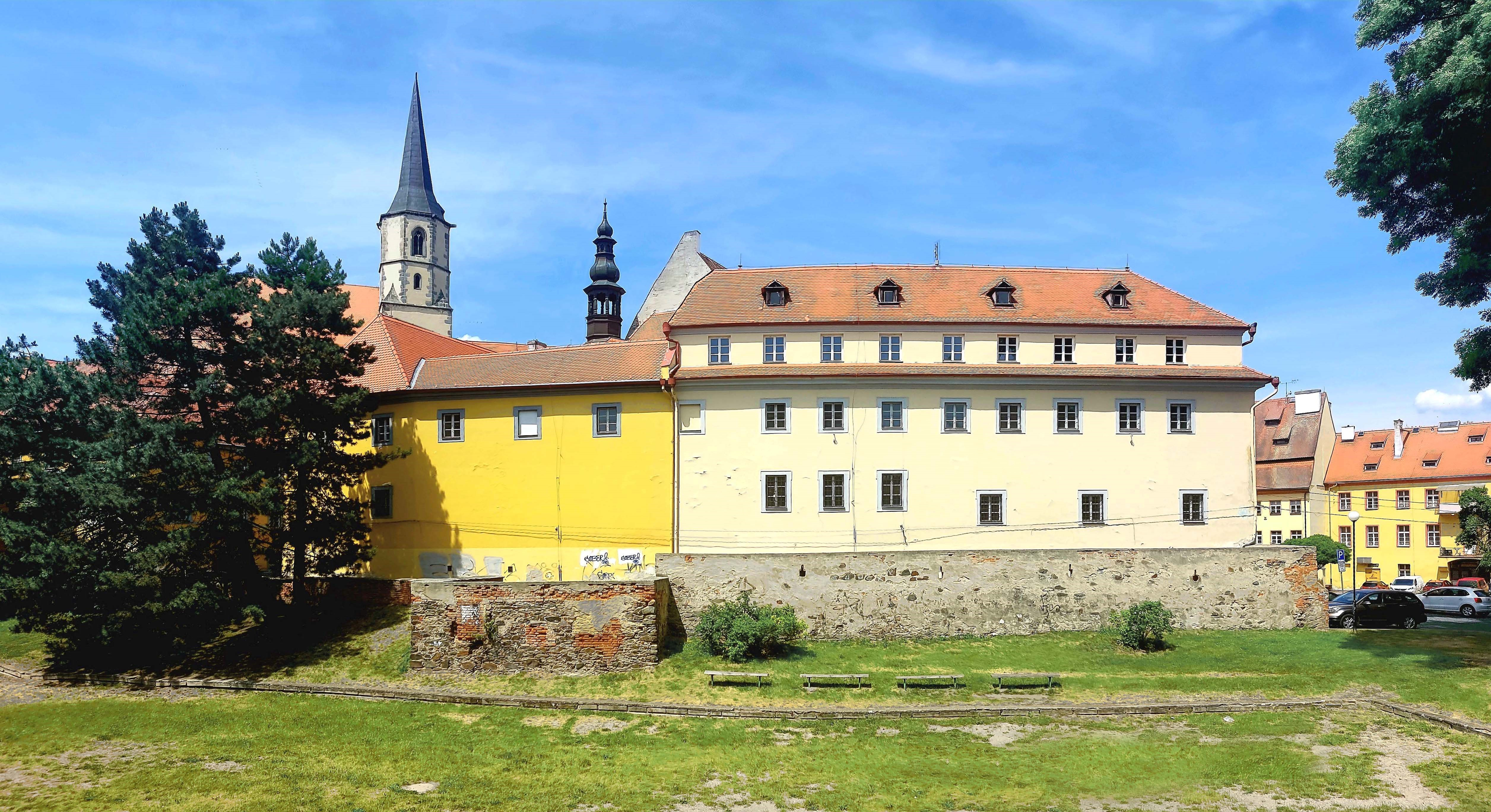
Die Gebäude des Staatlichen Kreisarchivs Cheb – ehemaliges Klarissenkloster
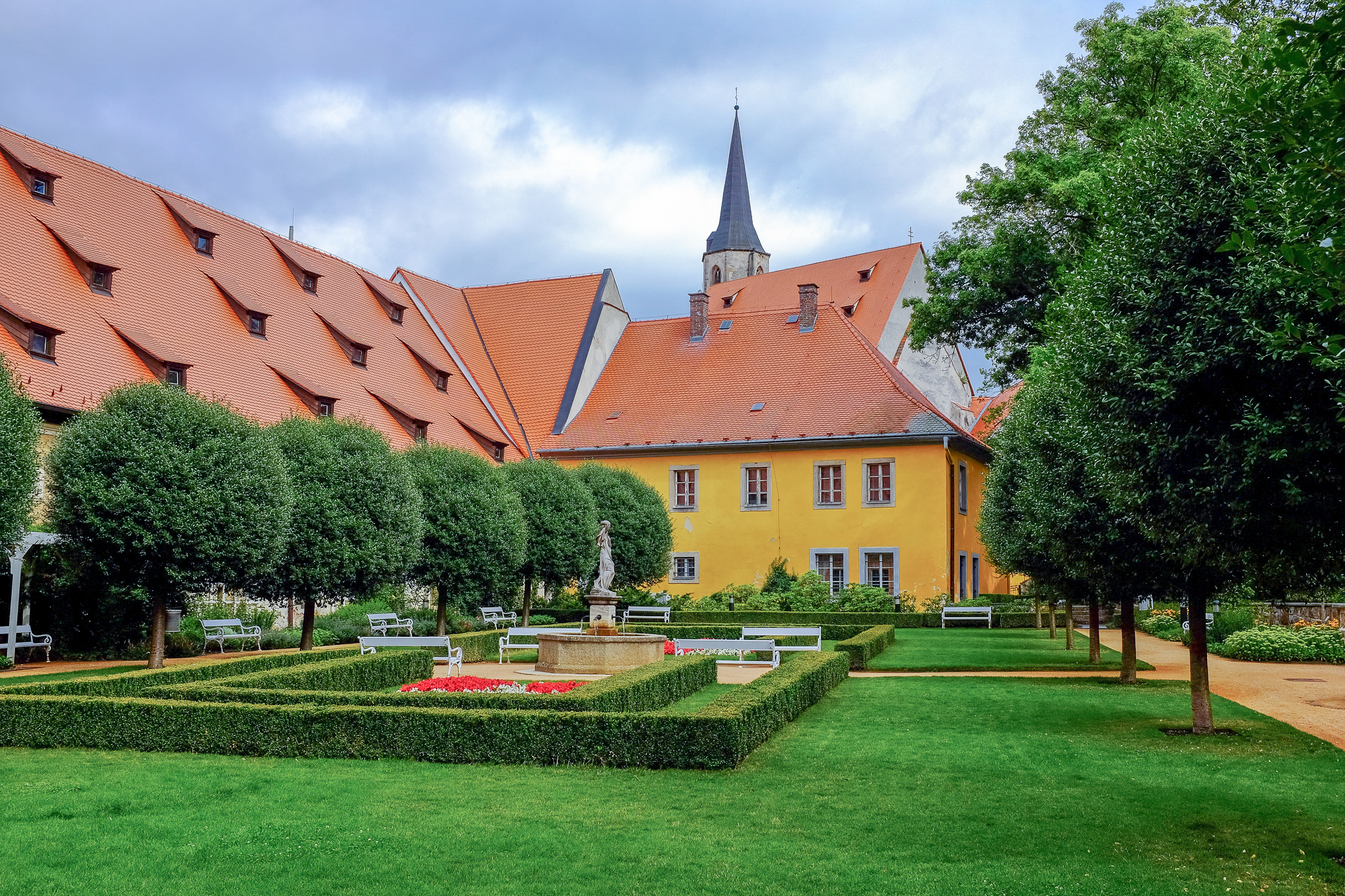
Der Klostergarten, im Hintergrund die Gebäude des Staatlichen Kreisarchivs Cheb
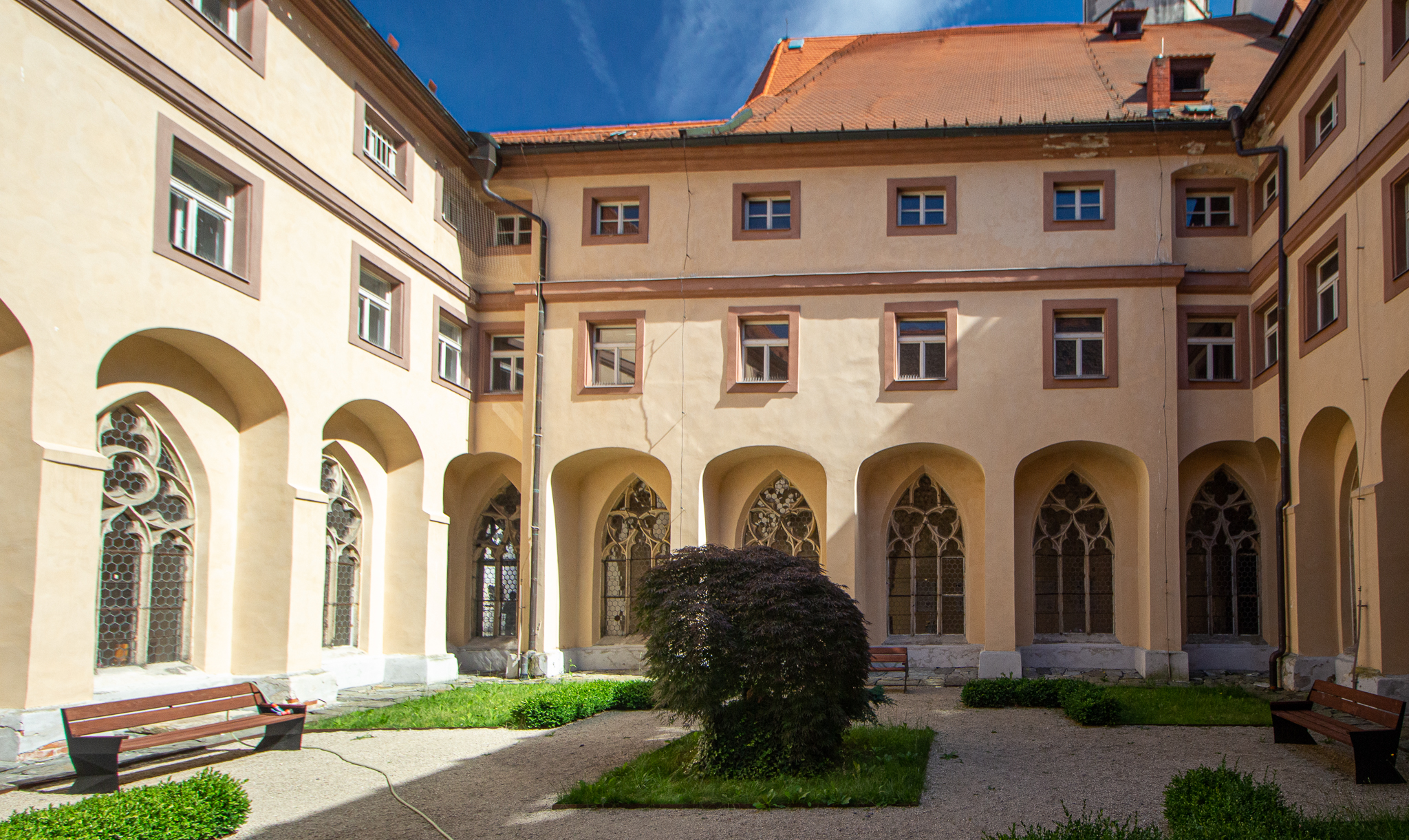
Die Gebäude des Staatlichen Kreisarchivs Cheb – Franziskanerkloster, Paradiesgarten
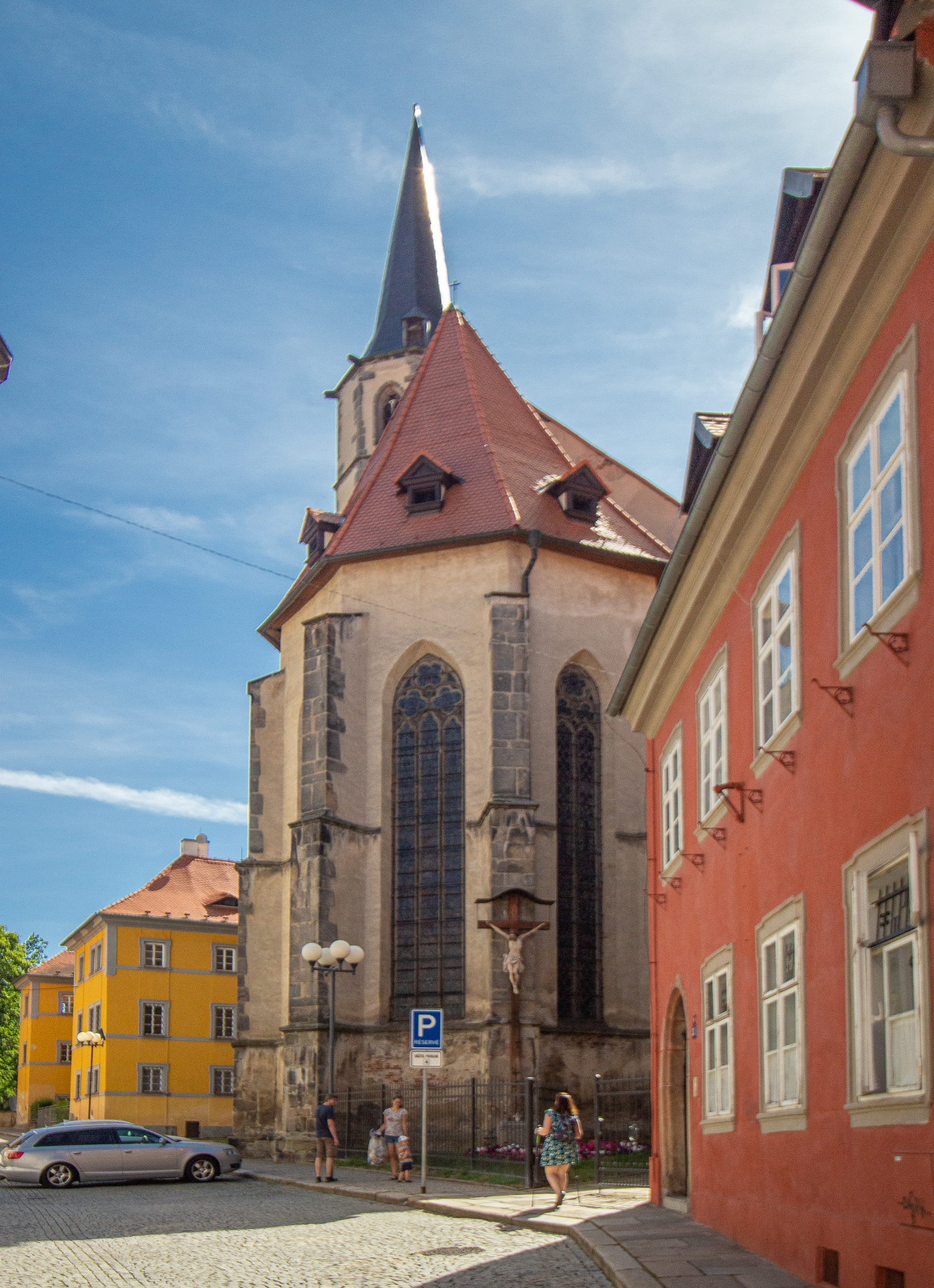
Františkánské náměstí – Kirche Mariä Verkündigung, im Hintergrund die Gebäude des Staatlichen Kreisarchivs Cheb
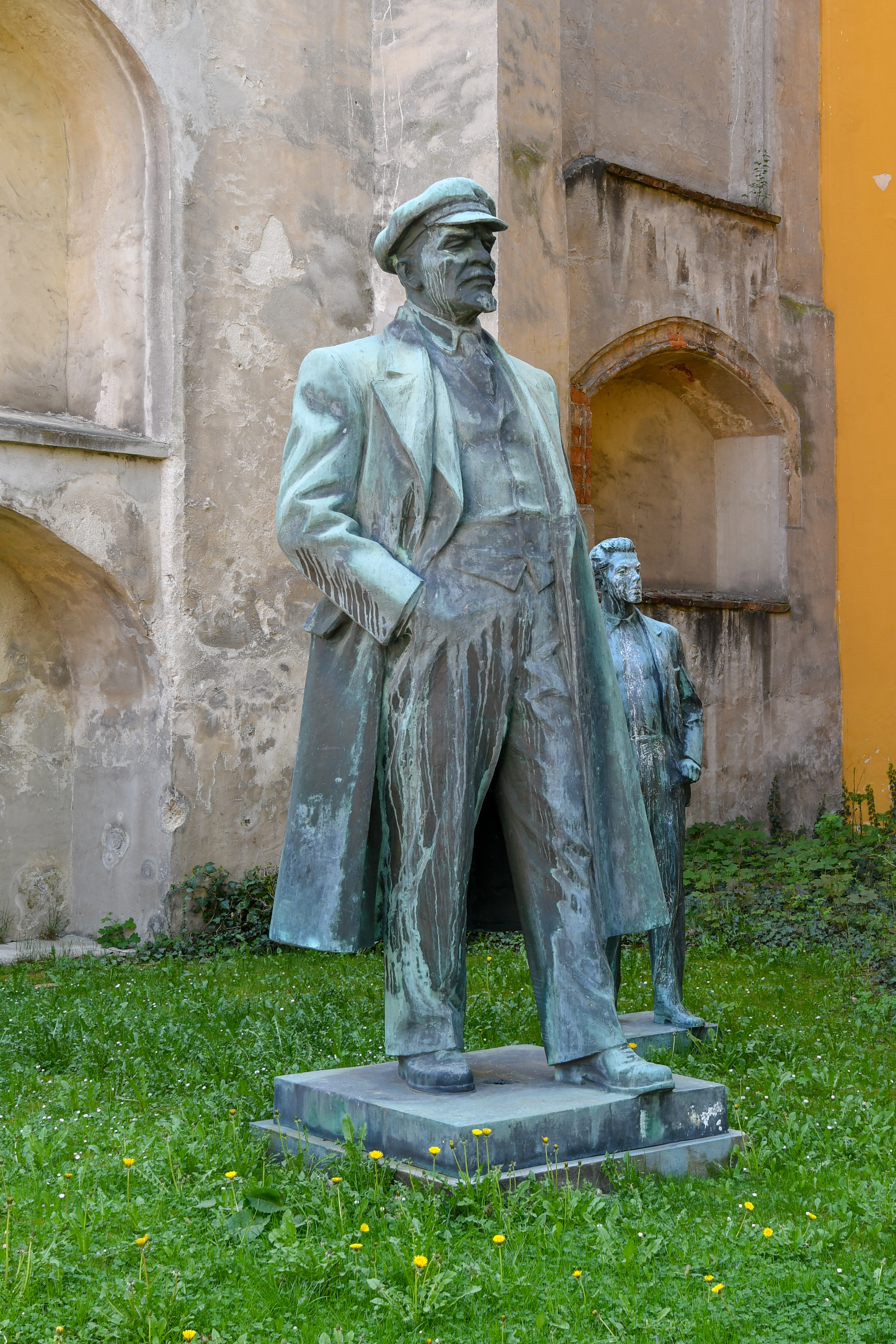
Statuen von W. I. Lenin und J. Fučík im Garten des Franziskanerklosters (Staatliches Kreisarchiv Cheb)